# Ivan Strîiskîi
Ivan Strîiskîi (în ucraineană Іван Євгенович Стрийський; n. 30 aprilie 1884 – d. 1935, Cozmeni, România) a fost un om politic ucrainean din Ducatul Bucovinei, apoi din Regatul României.